# Tommaso Ruffo
Tommaso Ruffo (Napoli, 15 settembre 1663 – Roma, 16 febbraio 1753) è stato un cardinale e arcivescovo cattolico italiano.

## Biografia
Era figlio di Carlo Ruffo, terzo duca di Bagnara e di Andreana Caracciolo. Si laureò in utroque iure all'Università La Sapienza.
Fu legato pontificio in Romagna nel 1709, a Ferrara dal 1710, e dal 1717 al 1738 arcivescovo. Durante il periodo di sei anni trascorsi a Bologna come cardinale legato (dal 1721 al 1727) visitò frequentemente la sua diocesi.
Come arcivescovo di Ferrara curò il rifacimento della cattedrale dedicata a San Giorgio martire e trasferì il seminario in via Cairoli.
Nel 1717 promosse la ristrutturazione e trasformazione del palazzo del vescovo su progetto dell'architetto romano Tommaso Mattei. I lavori furono affidati a Vincenzo Santini e si conclusero nel 1720. Nell'edificio fu temporaneamente collocata la sua quadreria personale.
Visitò ripetutamente la diocesi e tenne un sinodo nel 1726 emanando ottime costituzioni improntate alle necessità del tempo (cfr. il Sinodo romano del 1725).
Dopo essere stato tra i "papabili" nel conclave dell'agosto del 1740, in cui poi fu eletto Benedetto XIV (1740-58), venne nominato vicecancelliere di Santa Romana Chiesa e commendatario della Basilica di San Lorenzo in Damaso (1740-53), nella quale commissionò la cappella destra del vestibolo a Nicola Salvi, con affreschi di Corrado Giaquinto e la pala d'altare di Sebastiano Conca. Si stabilì così nel Palazzo della Cancelleria, occupando l'appartamento che affaccia sulla piazza, dove allestì anche la sua collezione di dipinti, sistemata in cinque sale decorate in chiaroscuro a simulare il travertino e con lesene in finto marmo "portasanta".
La sua importante collezione venne donata tra 1915 e 1919 dal principe Fabrizio Ruffo di Motta Bagnara (1845-1917) e destinata in parte al Museo di San Martino a Napoli e in parte al Museo Nazionale del Palazzo di Venezia a Roma (vedi).

## Genealogia episcopale
La genealogia episcopale è:
- Cardinale Scipione Rebiba
- Cardinale Giulio Antonio Santori
- Cardinale Girolamo Bernerio, O.P.
- Arcivescovo Galeazzo Sanvitale
- Cardinale Ludovico Ludovisi
- Cardinale Luigi Caetani
- Cardinale Ulderico Carpegna
- Cardinale Paluzzo Paluzzi Altieri degli Albertoni
- Cardinale Gasparo Carpegna
- Cardinale Fabrizio Spada
- Cardinale Tommaso Ruffo

La successione apostolica è:
- Vescovo Francesco Saverio Guicciardi (1709)
- Arcivescovo Giuseppe Maria Ruffo (1735)

## Ascendenza
|                                                       |                                              |                                                   | Genitori                                       |  |  | Nonni |  |  | Bisnonni                       |  |  | Trisnonni                                           |  |
|                                                       |                                              |                                                   |                                                |  |  |       |  |  | Carlo Ruffo, I duca di Bagnara |  |  | Giovanni Giacomo Ruffo, signore di Bagnara e Solano |  |
|                                                       |                                              |                                                   |                                                |  |  |       |  |  | Carlo Ruffo, I duca di Bagnara |  |  | Giovanni Giacomo Ruffo, signore di Bagnara e Solano |  |
|                                                       |                                              | Ippolita Spinelli                                 |                                                |  |  |       |  |  | Carlo Ruffo, I duca di Bagnara |  |  |                                                     |  |
| Francesco Ruffo, II duca di Bagnara                   |                                              |                                                   |                                                |  |  |       |  |  | Carlo Ruffo, I duca di Bagnara |  |  |                                                     |  |
|                                                       |                                              | Antonia Spadafora                                 | Federico Spadafora, VII barone del Biscotto    |  |  |       |  |  |                                |  |  |                                                     |  |
|                                                       |                                              | Antonia Spadafora                                 | Federico Spadafora, VII barone del Biscotto    |  |  |       |  |  |                                |  |  |                                                     |  |
|                                                       |                                              | Antonia Spadafora                                 | Giulia Alliata                                 |  |  |       |  |  |                                |  |  |                                                     |  |
| Carlo Ruffo, III duca di Bagnara                      |                                              | Antonia Spadafora                                 |                                                |  |  |       |  |  |                                |  |  |                                                     |  |
|                                                       |                                              | Vincenzo Ruffo, signore di Santa Severina         | Marcello Ruffo                                 |  |  |       |  |  |                                |  |  |                                                     |  |
|                                                       |                                              | Vincenzo Ruffo, signore di Santa Severina         | Marcello Ruffo                                 |  |  |       |  |  |                                |  |  |                                                     |  |
|                                                       |                                              | Vincenzo Ruffo, signore di Santa Severina         | Juana Caterina de Benavides                    |  |  |       |  |  |                                |  |  |                                                     |  |
| Guiomara Ruffo                                        |                                              | Vincenzo Ruffo, signore di Santa Severina         |                                                |  |  |       |  |  |                                |  |  |                                                     |  |
|                                                       |                                              | Maria Ruffo, II principessa di Scilla             | Francesco Fabrizio Ruffo, I principe di Scilla |  |  |       |  |  |                                |  |  |                                                     |  |
|                                                       |                                              | Maria Ruffo, II principessa di Scilla             | Francesco Fabrizio Ruffo, I principe di Scilla |  |  |       |  |  |                                |  |  |                                                     |  |
|                                                       |                                              | Maria Ruffo, II principessa di Scilla             | Ippolita de Gennaro, contessa di Nicotera      |  |  |       |  |  |                                |  |  |                                                     |  |
| Tommaso Ruffo                                         |                                              | Maria Ruffo, II principessa di Scilla             |                                                |  |  |       |  |  |                                |  |  |                                                     |  |
|                                                       | Giulio Cesare Caracciolo, II duca di Celenza | Giovanni Battista Caracciolo, I duca di Celenza   |                                                |  |  |       |  |  |                                |  |  |                                                     |  |
|                                                       | Giulio Cesare Caracciolo, II duca di Celenza | Giovanni Battista Caracciolo, I duca di Celenza   |                                                |  |  |       |  |  |                                |  |  |                                                     |  |
|                                                       | Giulio Cesare Caracciolo, II duca di Celenza | Cornelia Caracciolo                               |                                                |  |  |       |  |  |                                |  |  |                                                     |  |
| Giambattista Caracciolo Pisquizi, III duca di Celenza | Giulio Cesare Caracciolo, II duca di Celenza |                                                   |                                                |  |  |       |  |  |                                |  |  |                                                     |  |
|                                                       |                                              | Isabella Pignatelli                               | Ascanio Pignatelli, I duca di Bisaccia         |  |  |       |  |  |                                |  |  |                                                     |  |
|                                                       |                                              | Isabella Pignatelli                               | Ascanio Pignatelli, I duca di Bisaccia         |  |  |       |  |  |                                |  |  |                                                     |  |
|                                                       |                                              | Isabella Pignatelli                               | Lucrezia di Capua                              |  |  |       |  |  |                                |  |  |                                                     |  |
| Adriana Caracciolo Pisquizi                           |                                              | Isabella Pignatelli                               |                                                |  |  |       |  |  |                                |  |  |                                                     |  |
|                                                       |                                              | Giovanni I d'Avalos, III principe di Montesarchio | Cesare d'Avalos, I marchese di Padula          |  |  |       |  |  |                                |  |  |                                                     |  |
|                                                       |                                              | Giovanni I d'Avalos, III principe di Montesarchio | Cesare d'Avalos, I marchese di Padula          |  |  |       |  |  |                                |  |  |                                                     |  |
|                                                       |                                              | Giovanni I d'Avalos, III principe di Montesarchio | Lucrezia del Tufo                              |  |  |       |  |  |                                |  |  |                                                     |  |
| Lucrezia d'Avalos                                     |                                              | Giovanni I d'Avalos, III principe di Montesarchio |                                                |  |  |       |  |  |                                |  |  |                                                     |  |
|                                                       |                                              | Andreana di Sangro                                | Paolo II di Sangro, II principe di Sansevero   |  |  |       |  |  |                                |  |  |                                                     |  |
|                                                       |                                              | Andreana di Sangro                                | Paolo II di Sangro, II principe di Sansevero   |  |  |       |  |  |                                |  |  |                                                     |  |
|                                                       |                                              | Andreana di Sangro                                | Gerolama Caracciolo, signora di Castelfranco   |  |  |       |  |  |                                |  |  |                                                     |  |
|                                                       |                                              | Andreana di Sangro                                |                                                |  |  |       |  |  |                                |  |  |                                                     |  |

## Galleria d'immagini

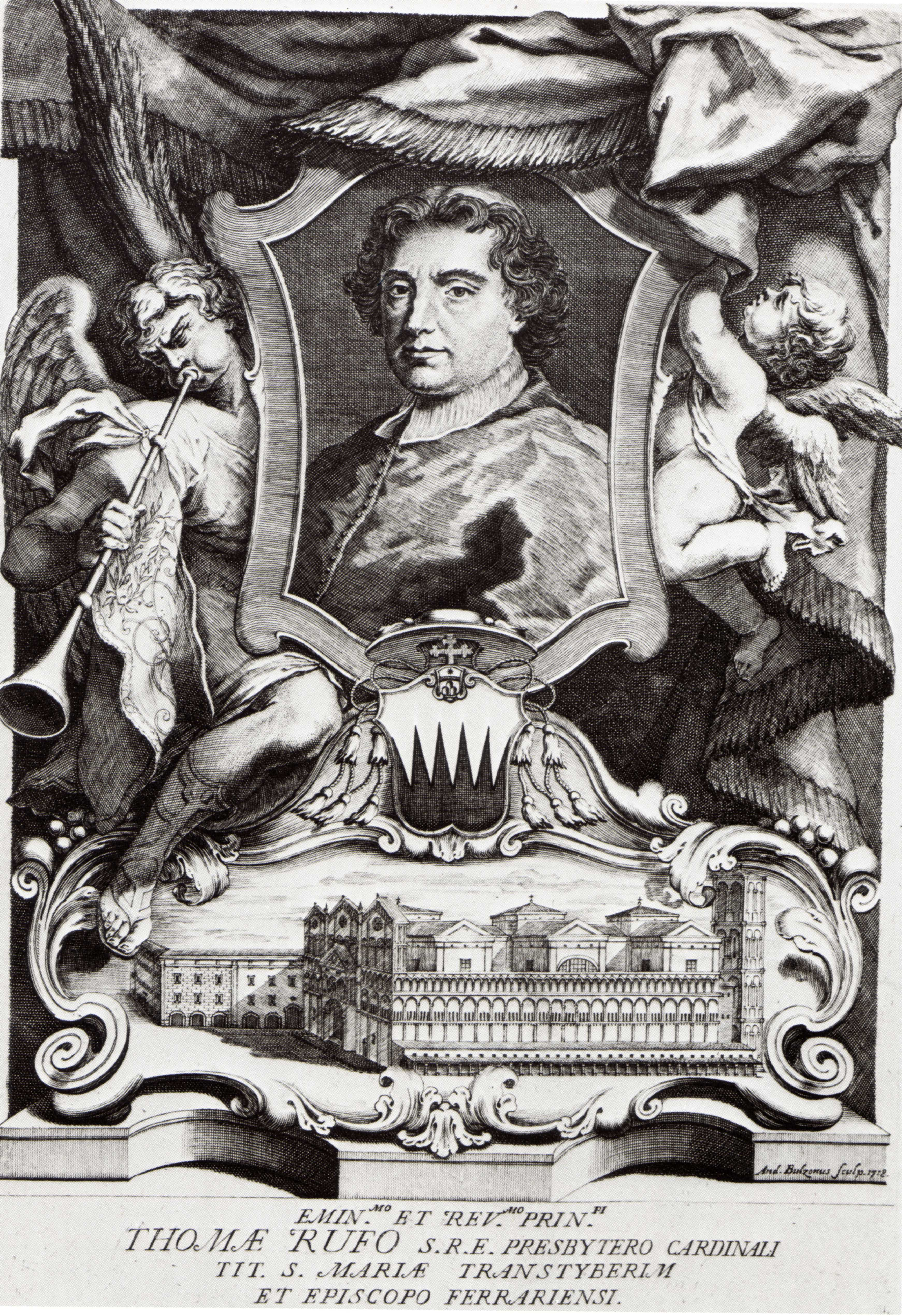
Ritratto del cardinale Tommaso Ruffo, sullo sfondo si nota la cattedrale di Ferrara
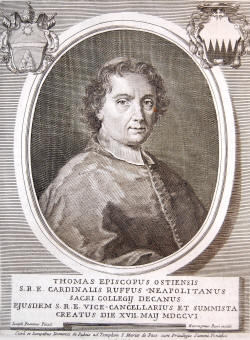
Cardinal Tommaso Ruffo
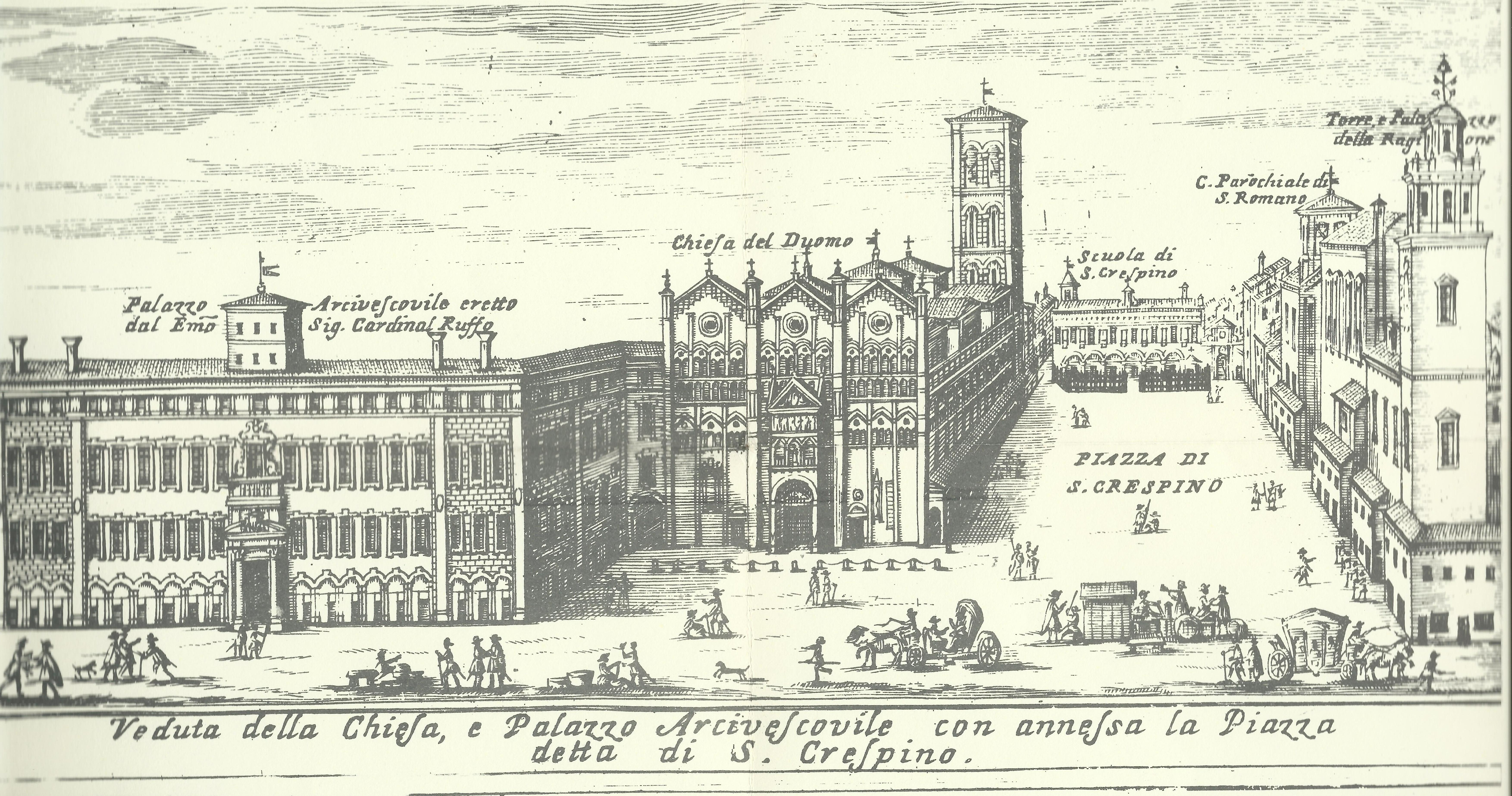
Palazzo arcivescovile eretto dal Cardinal Ruffo